# Esteban Cambiasso
Esteban Matías Cambiasso Deleau (* 18. srpna 1980, Buenos Aires, Argentina) je bývalý argentinský fotbalový záložník a reprezentant.

## Klubová kariéra
V Argentině hrál za Argentinos Juniors, profesionálně za CA Independiente a CA River Plate. V roce 2002 odešel do Evropy do španělského velkoklubu Real Madrid (kde byl i dříve v juniorském věku v rezervním týmu). V létě 2004 přestoupil do italského celku Inter Milán, kde zažil nejúspěšnější období své kariéry, vyhrál s týmem řadu domácích trofejí a také Ligu mistrů UEFA 2009/10 a Mistrovství světa klubů 2010.
V srpnu 2014 odešel do Anglie do klubu Leicester City, kde podepsal roční smlouvu.
V srpnu 2014 odešel do Anglie do klubu Leicester City, kde podepsal roční smlouvu. Poté se s klubem nedohodl na jejím prodloužení a odešel jako volný hráč do řeckého mužstva Olympiakos Pireus, kde podepsal rovněž roční kontrakt.

## Reprezentační kariéra
Zúčastnil se Mistrovství světa hráčů do 20 let 1997 v Malajsii, kde mladí Argentinci vyhráli zlaté medaile po finálovém vítězství 2:1 nad jihoamerickým soupeřem Uruguayí.
Členem národního týmu Argentiny byl v letech 2000–2011.